# Глоссарий общей топологии
В этом глоссарии приведены определения основных терминов, используемых в общей топологии. Курсивом выделены ссылки внутри глоссария.
| # А Б В Г Д Е Ё Ж З И К Л М Н О П Р С Т У Ф Х Ц Ч Ш Щ Э Ю Я |

## А
Антидискретная топология
Топология на пространстве {\displaystyle X}, в которой открыты лишь два множества: само пространство {\displaystyle X} и пустое множество.

## Б
База топологии
Набор открытых множеств, такой, что любое открытое множество является объединением множеств из базы.

## В
Вес топологического пространства
Минимум мощностей всех баз пространства .
Вещественно полное пространство
Пространство, гомеоморфное замкнутому подпространству некоторой степени вещественной прямой.
Внутренность
Совокупность всех внутренних точек множества. Наибольшее по включению открытое подмножество данного множества.
Внутренняя точка множества
Точка, которая входит в данное множество вместе с некоторой  своей окрестностью.
Вписанное покрытие
Покрытие {\displaystyle A} вписано в покрытие {\displaystyle B}, если каждое множество из {\displaystyle A} содержится в каком-либо множестве из {\displaystyle B}
Вполне несвязное пространство
Пространство, у которого никакое подмножество, содержащее больше одной точки, не является связным. 
Всюду плотное множество
Множество, замыкание которого совпадает со всем пространством. 
Выколотая окрестность
Окрестность данной точки, из которой удалили саму эту точку.

## Г
Гомеоморфизм
Биекция {\displaystyle f}, такая, что {\displaystyle f} и {\displaystyle f^{-1}} непрерывны.
Гомеоморфные пространства
Пространства, между которыми существует гомеоморфизм.
Гомотопия
Для непрерывного отображения {\displaystyle f\colon X\to Y} — непрерывное отображение {\displaystyle F\colon [0,\;1]\times X\to Y}, такое, что {\displaystyle F(0,\;x)=f(x)} для любого {\displaystyle x\in X}. Часто используется обозначение {\displaystyle f_{t}(x)=F(t,\;x)}, в частности {\displaystyle f_{0}=f}.
Гомотопные отображения
Отображения {\displaystyle f,\;g\colon X\to Y} называются гомотопными или {\displaystyle g\sim f} если существует гомотопия {\displaystyle f_{t}} такая, что {\displaystyle f_{0}=f} и {\displaystyle f_{1}=g}.
Гомотопическая эквивалентность топологических пространств
Топологические пространства {\displaystyle X} и {\displaystyle Y} гомотопически эквиваленты, если существует пара непрерывных отображений {\displaystyle f\colon X\to Y} и {\displaystyle g\colon Y\to X} таких, что {\displaystyle f\circ g\sim \mathrm {id} _{Y}} и {\displaystyle g\circ f\sim \mathrm {id} _{X}}, здесь {\displaystyle \sim } обозначает гомотопическую эквивалентность отображений, то есть, эквивалентность с точностью до гомотопии. Также говорят, что {\displaystyle X} и {\displaystyle Y} имеют один гомотопический тип.
Гомотопический инвариант
Характеристика пространства, которая сохраняется при гомотопической эквивалентности топологических пространств. То есть, если два пространства гомотопически эквиваленты, то они имеют ту же характеристику. Например, связность, фундаментальная группа, эйлерова характеристика являются гомотопическими инвариантами.
Гомотопический тип
Класс гомотопической эквивалентности топологических пространств, то есть, гомотопически эквивалентные пространства называются пространствами одного гомотопического типа.
Граница
1.  Относительная граница.
2.  То же, что край многообразия.

## Д
Дверное пространство
Пространство, в котором всякое подмножество либо открыто, либо замкнуто.
Двоеточие
Топологическое пространство, состоящее из двух точек; возможны три варианта задания топологии — дискретная топология образует простое двоеточие, антидискретная — слипшееся двоеточие, топология с открытым множеством одной точки — связное двоеточие.
Деформационный ретракт
Подмножество {\displaystyle A} топологического пространства {\displaystyle X}, обладающее тем свойством, что существует гомотопия тождественного отображения пространства {\displaystyle \mathrm {id} _{X}}
в некоторое отображение {\displaystyle X\to A}, при которой все точки множества {\displaystyle A} остаются неподвижными.
Дискретная топология
Топология, в которой любое множество открыто.
Дискретное множество
Множество, каждая точка которого является изолированной.

## З
Замкнутое множество
Множество, являющееся дополнением к открытому.
Замкнутое отображение
Отображение, при котором образ любого замкнутого множества замкнут.
Замыкание
Минимальное замкнутое множество, содержащее данное.

## И
Индуцированная топология
Топология на подмножестве {\displaystyle A} топологического пространства, открытыми множествами в которой считаются пересечения открытых множеств объёмлющего пространства с {\displaystyle A}.
Изолированная точка множества
Точка {\displaystyle a} называется изолированной для множества {\displaystyle A} топологического пространства {\displaystyle X}, если существует окрестность {\displaystyle O(a)} такая, что {\displaystyle A\cap O(a)=a}.

## К
Кардинальный инвариант
Топологический инвариант, выражающийся кардинальным числом.
Категория Бэра
Характеристика топологического пространства, принимающая одно из двух значений; к первой категории Бэра относятся пространства, допускающие счётное покрытие нигде не плотными подмножествами, прочие пространства относятся ко второй категории Бэра.
Компактификация
Компактификация пространства {\displaystyle X} - это пара {\displaystyle (Y,f)}, где {\displaystyle Y} - компактное пространство, {\displaystyle f} - гомеоморфное вложение пространства {\displaystyle X} в пространство {\displaystyle Y}, причём {\displaystyle f(X)} всюду плотно в {\displaystyle Y} Также компактификацией называют само пространство {\displaystyle Y}.
Компактное отображение
Отображение топологических пространств, прообраз каждой точки при котором компактен.
Компактное пространство
Топологическое пространство, в любом покрытии которого открытыми множествами найдётся конечное подпокрытие.
Компонента связности точки
Максимальное связное множество, содержащее эту точку.
Континуум
Связное компактное хаусдорфово топологическое пространство.
Конус над топологическим пространством
Для пространства {\displaystyle X} (называемым основанием конуса) — пространство {\displaystyle \mathrm {C} X}, получающееся из произведения {\displaystyle X\times [0,\;1]} стягиванием подпространства {\displaystyle X\times \{0\}} в одну точку, называемую вершиной конуса.

## Л
Линделёфово пространство
Топологическое пространство, в любом покрытии которого открытыми множествами найдётся счётное подпокрытие.
Линейно связное пространство
Пространство, в котором любую пару точек можно соединить кривой.
Локально компактное пространство
Пространство, в котором любая точка имеет компактную окрестность.
Локально конечное семейство подмножеств
Такое семейство подмножеств топологического пространства, что всякая точка этого пространства имеет окрестность, пересекающуюся только с конечным числом элементов этого семейства.
Локально связное пространство
Пространство, в котором любая точка имеет связную окрестность.
Локально стягиваемое пространство
Пространство, в котором любая точка имеет стягиваемую окрестность.
Локальный гомеоморфизм
Отображение {\displaystyle f\colon X\to Y} топологических пространств, такое, что для каждой точки {\displaystyle x\in X} найдется окрестность {\displaystyle U_{x}}, которая посредством {\displaystyle f} отображается в {\displaystyle Y} гомеоморфно. Иногда в определение локального гомеоморфизма автоматически включается требование {\displaystyle f(X)=Y} и, кроме того, отображение {\displaystyle f} предполагается открытым.

## М
Массивное множество
Подмножество {\displaystyle S} топологического пространства {\displaystyle X}, являющееся пересечением счётного числа открытых плотных в {\displaystyle X} подмножеств. Если каждое массивное множество плотно в {\displaystyle X}, то {\displaystyle X} является пространством Бэра.
Метризуемое полной метрикой пространство
Пространство, гомеоморфное полному метрическому пространству.
Метризуемое пространство
Пространство, гомеоморфное метрическому пространству.
Многообразие
Хаусдорфово топологическое пространство, локально гомеоморфное евклидову пространству.
Многосвязная область
Область линейно связного пространства, фундаментальная группа которой не тривиальна.
Множество второй категории Бэра
Любое множество, которое не является множеством первой категории Бэра.
Множество первой категории Бэра
Множество, которое можно представить как счётное объединение нигде не плотных множеств.
Множество типа {\displaystyle F_{\sigma }}
Множество, представимое в виде счётного объединения замкнутых множеств.
Множество типа {\displaystyle G_{\delta }}
Множество, представимое в виде счётного пересечения открытых множеств.

## Н
Накрытие
Отображение линейно связных пространств {\displaystyle p:X\to Y}, при котором у любой точки {\displaystyle y\in Y} имеется окрестность {\displaystyle U\subset Y}, для которой существует гомеоморфизм {\displaystyle h:p^{-1}(U)\to U\times \Gamma }, где {\displaystyle \Gamma } — дискретное пространство, для которого при условии {\displaystyle \pi :U\times \Gamma \to U} обозначает естественную проекцию, то {\displaystyle p|_{p^{-1}(U)}=\pi \circ h}.

Наследственное свойство
Свойство топологического пространства, такое, что если пространство обладает этим свойством, то и любое его подпространство обладает этим свойством. Например: метризуемость и хаусдорфовость. Если всякое подпространство пространства {\displaystyle X} обладает свойством {\displaystyle P}, то говорят, что {\displaystyle X} наследственно обладает свойством {\displaystyle P}. Например, говорят, что топологическое пространство наследственно нормальное, наследственно линделёфово, наследственно сепарабельное.
Непрерывное отображение
Отображение, при котором прообраз любого открытого множества открыт.
Нигде не плотное множество
Множество, замыкание которого не содержит открытых множеств (замыкание имеет пустую внутренность).
Нормальное пространство
Топологическое пространство, в котором одноточечные множества замкнуты и любые два замкнутых непересекающихся множества имеют непересекающиеся окрестности.

## О
Область
Открытое связное подмножество топологического пространства.
Односвязное пространство
Связное пространство, любое отображение окружности в которое гомотопно постоянному отображению.
Окрестность
Открытая окрестность или множество, содержащее открытую окрестность.
Открытая окрестность
Для точки или множества — открытое множество, содержащее данную точку или данное множество.
Открытое множество
Множество, каждый элемент которого входит в него вместе с некоторой окрестностью, понятие, используемое при определении топологического пространства.
Открытое отображение
Отображение, при котором образ любого открытого множества открыт.
Открыто-замкнутое множество
Множество, одновременно являющееся открытым и замкнутым.
Открыто-замкнутое отображение
Отображение, одновременно являющееся открытым и замкнутым.
Относительная граница
Пересечение замыкания подмножества топологического пространства с замыканием его дополнения. Граница множества {\displaystyle E} обычно обозначается {\displaystyle \partial E}.
Относительная топология
То же, что индуцированная топология.
Относительно компактное множество
Подмножество топологического пространства, замыкание которого компактно. Также такое множество называется предкомпактным.

## П
Пара пространств
Упорядоченная пара {\displaystyle (X,A)} где {\displaystyle X} — топологическое пространство, а {\displaystyle A} — подпространство (с топологией подпространства).
Паракомпактное пространство
Топологическое пространство, в любое открытое покрытие которого можно вписать локально конечное открытое покрытие (то есть такое, что для любой точки можно найти окрестность пересекающуюся с конечным числом элементов этого покрытия).
Плотность топологического пространства
Минимум мощностей всюду плотных подмножеств пространства.
Плотное множество
Множество в топологическом пространстве {\displaystyle X}, имеющее непустое пересечение с любой окрестностью произвольной точки {\displaystyle x\in X}.
Подпокрытие
Для покрытия {\displaystyle \{V_{\alpha }\}}, {\displaystyle \alpha \in A} подпокрытием является {\displaystyle \{V_{\beta }\}}, где {\displaystyle \beta \in B\subset A}, если {\displaystyle \{V_{\beta }\}} само является покрытием.
Подпространство
Подмножество топологического пространства, снабжённое индуцированной топологией.
Покрытие
Для подмножества или пространства {\displaystyle X} — это представление его в виде объединения множеств {\displaystyle \{V_{\alpha }\}}, {\displaystyle \alpha \in A}, точнее это набор множеств {\displaystyle \{V_{\alpha }\}}, {\displaystyle \alpha \in A} такой что {\displaystyle X\subset \bigcup _{\alpha \in A}V_{\alpha }}. Чаще всего рассматривают открытые покрытия, то есть предполагают что все {\displaystyle \{V_{\alpha }\}} являются открытыми множествами.
Полное по Чеху пространство
Пространство {\displaystyle X} называется полным по Чеху, если существует компактификация {\displaystyle (Y,f)} пространства {\displaystyle X}, такая, что {\displaystyle f(X)} является множеством типа {\displaystyle G_{\delta }} в пространстве {\displaystyle Y}.
Порядковая топология
Топология на произвольном упорядоченном множестве {\displaystyle \langle X,\sqsubseteq \rangle }, введённая предбазой из множеств вида {\displaystyle \{x\in X\mid x\sqsubseteq a,x\neq a\}} и {\displaystyle \{x\in X\mid a\sqsubseteq x,x\neq a\}}, где {\displaystyle a} пробегает все элементы {\displaystyle X}.
Предбаза
Семейство {\displaystyle Y} открытых подмножеств топологического пространства {\displaystyle X} такое, что совокупность всех множеств, являющихся пересечением конечного числа элементов {\displaystyle Y}, образует базу {\displaystyle X}.
Предельная точка
Для подмножества {\displaystyle A} топологического пространства {\displaystyle X} — такая точка {\displaystyle a\in X}, что в любой её выколотой окрестности с {\displaystyle A} есть хотя бы одна точка из {\displaystyle A}.
Производное множество
Совокупность всех предельных точек.
Простое двоеточие
Топологическое пространство из двух точек, оба одноточечных множества в котором открыты.
Прямая Александрова
Топологическое пространство над декартовым произведением вполне упорядоченного множества и вещественного полуинтервала {\displaystyle A\times [0,1)} с порядковой топологией при лексикографическом упорядочении, является нормальным хаусдорфовым неметризуемым пространством, важный контрпример во многих топологических рассуждениях.
Прямая Суслина
Гипотетическое (его существование независимо от ZFC) полное линейно упорядоченное плотное множество, обладающее некоторыми свойствами обычной прямой, но не изоморфное ей.
Псевдохарактер топологического пространства
Супремум псевдохарактеров топологического пространства во всех точках.
Псевдохарактер топологического пространства в точке
Минимум мощностей всех семейств окрестностей точки, дающих в пересечении одну эту точку.

## Р
Регулярное пространство
Топологическое пространство, в котором одноточечные множества замкнуты и для любого замкнутого множества и не содержащейся в нем точки существуют их непересекающиеся окрестности.
Ретракт
Ретракт топологического пространства {\displaystyle X} — подпространство {\displaystyle A} этого пространства, для которого существует ретракция {\displaystyle X} на {\displaystyle A}.
Ретракция
Ретракция — непрерывное отображение из топологического пространства {\displaystyle X} на подпространство {\displaystyle A} этого пространства, тождественное на {\displaystyle A}.

## С
Связное двоеточие
Топологическое пространство из двух точек, только одно из одноточечных множеств в котором открыто.
Связное пространство
Пространство, которое невозможно разбить на два непустых непересекающихся открытых множества.
Сепарабельное пространство
Топологическое пространство, в котором имеется счётное всюду плотное множество.
Сетевой вес топологического пространства
Минимум мощностей всех сетей пространства .
Сеть
Сеть топологического пространства {\displaystyle X} — семейство {\displaystyle N} подмножеств пространства {\displaystyle X}, такое, что для любой точки {\displaystyle x} и любой её окрестности {\displaystyle U}, существует {\displaystyle V\in N}, такое, что {\displaystyle x\in V\subset U}.
Слипшееся двоеточие
Антидискретное топологическое пространство из двух точек.
Спред топологического пространства
Супремум мощностей всех дискретных подпространств.
Стягиваемое пространство
Пространство, гомотопически эквивалентное точке.
Сумма топологических пространств
Суммой семейства топологических пространств {\displaystyle \{A_{s}\}_{s\in S}} называется дизъюнктное объединение {\displaystyle \coprod _{s\in S}A_{s}} этих топологических пространств как множеств с топологией, состоящей из всех множеств вида {\displaystyle \coprod _{s\in S}U_{s}}, где каждое {\displaystyle U_{s}} открыто в {\displaystyle A_{s}}. Обозначается {\displaystyle \bigoplus _{s\in S}A_{s}}.

## Т
Теснота топологического пространства
Супремум теснот топологического пространства во всех точках.
Теснота топологического пространства в точке
Теснотой топологического пространства {\displaystyle X} в точке {\displaystyle x} называется наименьший кардинал {\displaystyle \alpha }, для которого если {\displaystyle x\in {\bar {A}}}, то существует такое {\displaystyle B\subset A} мощности не больше {\displaystyle \alpha }, что {\displaystyle x\in {\bar {B}}}.
Тихоновское пространство
Топологическое пространство, в котором одноточечные множества замкнуты и для любой точки {\displaystyle x} и любого замкнутого множества {\displaystyle F}, не содержащего точку {\displaystyle x} существует непрерывная вещественная функция, равная {\displaystyle 0} на множестве {\displaystyle F} и {\displaystyle 1} в точке {\displaystyle x}.
Топологический инвариант
Характеристика пространства, которая сохраняется при гомеоморфизмах. Это означает, что характеристики любых двух гомеоморфных пространств совпадают. Примеры: эйлерова характеристика, числа Бетти, фундаментальная группа.
Топологически инъективное отображение
Непрерывное отображение, осуществляющее гомеоморфизм между областью определения и своим полным образом.
Топологическое пространство
Множество, с заданной топологией, то есть с указанием на то, какие его подмножества являются открытыми.
Топологическое свойство
Свойство топологического пространства, являющееся его топологическим инвариантом. Примеры: компактность, связность.
Топология
Семейство подмножеств множества {\displaystyle X}, содержащее произвольное объединение и конечное пересечение входящих в него элементов, а также пустое множество и само {\displaystyle X}. Элементы семейства называются открытыми множествами. Также топология может быть введена через базу, как семейство, состоящее из всех произвольных объединений элементов базы.
Топология компактной сходимости
Топология, заданная на множестве непрерывных вещественных функций, определяемая семейством преднорм {\displaystyle p_{n}(x)=\sup _{-n\leqslant t\leqslant n}|x(t)|,\;n\in \mathbb {N} }, называется топологией компактной сходимости.
Топология поточечной сходимости
Топология, заданная на множестве {\displaystyle C(X,Y)} непрерывных функций из топологического пространства {\displaystyle X} в топологическое пространство {\displaystyle Y}, базой которой являются все множества вида {\displaystyle \{f:f(x_{1})\in U_{1},f(x_{2})\in U_{2},\dots ,f(x_{n})\in U_{n}\},} где {\displaystyle x_{1},x_{2},\dots x_{n}} - точки из {\displaystyle X,U_{1},U_{2},\dots U_{n}} - открытые множества из {\displaystyle Y} , называется топологией поточечной сходимости. Множество {\displaystyle C(X,Y)} c такой топологией обозначается {\displaystyle C_{p}(X,Y)}.
Топология равномерной сходимости
Пусть на векторном пространстве {\displaystyle L(K)} непрерывных функций {\displaystyle f} на компактном топологическом пространстве {\displaystyle K} определена норма {\displaystyle \|f\|=\sup _{x\in K}|f(x)|}. Топология, порождённая такой метрикой, называется топологией равномерной сходимости.
Топология Скотта
Топология над полным частично упорядоченным множеством, в которой открытыми считаются верхние множества, недоступные для прямых соединений.
Точка накопления
То же, что предельная точка.
Точка полного накопления
Для множества {\displaystyle M} ― точка {\displaystyle x\in M} в топологическом пространстве {\displaystyle X} такая, что пересечение {\displaystyle M} с любой окрестностью {\displaystyle x} имеет мощность ту же, что и все множество {\displaystyle M}.
Точка прикосновения
Для множества {\displaystyle M} — точка, любая окрестность которой содержит хотя бы одну точку из {\displaystyle M}. Множество всех точек прикосновения совпадает с замыканием {\displaystyle {\overline {M}}}.
Тривиальная топология
То же, что и антидискретная топология

## У
Универсальный гомеоморфизм
Уплотнение
Непрерывная биекция.

## Ф
Факторпространство

Топологическое пространство на множестве классов эквивалентности: для топологического пространства {\displaystyle X} и отношения эквивалентности {\displaystyle \sim } топология на фактормножестве {\displaystyle X/\!\sim } вводится определением открытых множеств как семейства всех множеств, прообраз которых открыт в {\displaystyle X} при факторотображении (ставящем в соответствие элементу {\displaystyle x\in X} его класс эквивалентности {\displaystyle [x]_{\sim }=\{y\in X\mid x\sim y\}}).
Фундаментальная система окрестностей
Фундаментальная система окрестностей точки {\displaystyle x} - это семейство {\displaystyle B} окрестностей точки {\displaystyle x}, такое, что для любой окрестности {\displaystyle U} точки {\displaystyle x} существует {\displaystyle V\in B}, такое, что {\displaystyle V\subset U}.

## Х
Характер топологического пространства
Супремум характеров топологического пространства во всех точках.
Характер топологического пространства в точке
Минимум мощностей всех фундаментальных систем окрестностей этой точки.
Хаусдорфово пространство
Топологическое пространство, две любых различных точки которого обладают непересекающимися окрестностями.

## Ц
Цилиндр над топологическим пространством
Для пространства {\displaystyle X} — пространство {\displaystyle \mathrm {Z} X}, строящееся как произведение {\displaystyle X\times [0,\;1]}.
Цилиндр отображения
Для отображения {\displaystyle f:X\to Y}  — факторпространство {\displaystyle \mathrm {Z} _{f}}, строящееся из суммы {\displaystyle X\times [0,\;1]} и {\displaystyle Y} отождествлением точки {\displaystyle (x,1)\in X\times [0,\;1]} с точкой {\displaystyle f(x)\in Y} для всех {\displaystyle x\in X}.

## Ч
Число Линделёфа топологического пространства
Наименьший кардинал {\displaystyle \alpha } такой, что из любого открытого покрытия можно извлечь подпокрытие, мощности не больше {\displaystyle \alpha }.
Число Суслина топологического пространства
Супремум мощностей семейств непересекающихся непустых открытых множеств.

## Э
Экстент топологического пространства
Супремум мощностей всех замкнутых дискретных подмножеств.